# إيلينا كولا
إيلينا كولا (ولدت في 1 مايو 2010 في شامبراي ليه تورز) هي لاعبة جمباز فني فرنسية، هي عضوة ضمن الفريق الفرنسي للناشئين، تدربت في نادي أفوين بومونت للجمباز، هي بطلة فرنسا ثلاث مرات أعوام 2021، 2022، 2023 في المنافسة الشاملة، في 2 مارس 2024 شاركت 13 لاعبة من مجموعة الجمباز الفني للناشئات الفرنسية في اختبار الناشئين في سانت إتيان، تم تنظيم اختبار لتحديد لاعبات الجمباز التي سيشاركن في بطولة أوروبا التي ستقام في ريميني في الفترة من 2 إلى 5 مايو، حصلت إيلينا كولا من أوتس بومونت للجمباز على أعلى نتيجة في الجمباز الشامل بنتيجة 53.600 كما تم اختيار مايانا برات من سبورت أثليتيك ميريجناكايه بتحقيقها ثاني الترتيب بنتيجة 51.300 وبيرلا دينشير من أفوين بومونت للجمباز ثالثة الترتيب بنتيجة 50.450، تم اختيار إيلينا كولاس للانضمام إلى فريق الناشئين الفرنسي في بطولة أوروبا للجمباز الفني للسيدات 2024 في ريميني، إيطاليا. قبل بطولة أوروبا تنافست في بطولة ماجلينجن الودية للناشئين حيث فازت بالميدالية الذهبية في الجمباز الشامل وساعدت الفريق الفرنسي على الفوز بالميدالية الذهبية بفارق 10 نقاط.
بعد يومين من عيد ميلادها الرابع عشر، قادت الفريق الفرنسي إلى الميدالية الذهبية في بطولة أوروبا للناشئين 2024، وفازت بلقب الفردي الشامل.  في دحث عارضات غير متساوية تعادلت في النتيجة مع الإيطالية جوليا بيروتي وحصلت كلاهما على الميدالية الذهبية، كما فازت بالميدالية البرونزية في منصة القفز.